# NFTh
1-hydroxy-4-fluor-1,4-diazoniabicyclo[2.2.2]octaanbis(tetrafluorboraat), afgekort als NFTh, is een krachtig elektrofiel fluoreringsmiddel dat bij organische syntheses op laboschaal gebruikt wordt om fluoratomen op organische verbindingen aan te brengen. Het is een zout dat wordt verkocht onder de merknaam Accufluor NFTh als een 50/50-gewichtspercent mengsel op aluminiumoxide; dit is niet explosief. Kenmerkend zijn de aanwezigheid van de sterk elektronegatieve hydroxylgroep en de stikstof-fluorbinding op het kwaternaire stikstofatoom.
Een vergelijkbaar fluoreringsmiddel is F-TEDA (Selectfluor), dat een chloormethylgroep heeft in plaats van de hydroxylgroep.

## Synthese
De synthese gaat uit van het oxide van tri-ethyleendiamine (DABCO). Dat wordt gereageerd met tetrafluorboorzuur en boortrifluoridegas en nadien met fluorgas in een one-pot-synthese. Water of acetonitril zijn geschikt als oplosmiddel.

## Toepassingen
De stof kan onder meer gebruikt worden voor de elektrofiele fluorering van ketonen en van steroïden. Met NFTh is een regioselectieve fluorering met hoge opbrengst mogelijk. NFTh en F-TEDA hebben als voordeel dat er geen bijzondere veiligheidsmaatregelen nodig zijn, in tegenstelling tot het gebruik van giftig fluorgas als fluoreringsmiddel.